# عربية التلال
عربية التلال (الاسم العلمي: Arabis collina) هي نوع من النباتات تتبع جنس العربية من الفصيلة الكرنبية.